# صياد السمك أسود الخلف
صياد السمك أسود الخلف (الاسم العلمي: Ceyx erithacus) هو نوع من رتبة (تصنيف) رفراف.